# Lễ đăng quang của Elizabeth II
Lễ đăng quang của Nữ vuơng Elizabeth II của Vuơng quốc Liên hiệp Anh và Bắc Ireland và các vuơng quốc khác thuộc khối Thịnh vượng chung được diễn ra ngày 02 tháng 6 năm 1953 tại Tu viện Westminster ở London.
Bà kế vị ngay vàng năm 25 tuổi sau cái chết của Quốc vuơng George VI ngày 09 tháng 02 năm 1952, và bà được tuyên bố là Nữ vuơng bởi Hội đồng Cơ mật và Hội đồng Chấp hành không lâu sau đó. Lễ đăng quang được tổ chức sau tang lễ của Quốc vuơng George VI khoảng hơn một năm để dành thời gian đủ lâu để bày tỏ lòng thuơng tiếc đối với vị quân chủ vừa băng hà. Điều này cũng tạo một khoảng thời gian đủ dài để chuẩn bị mọi điều kiện cho việc tổ chức lễ đăng quang. Trong nghi lễ đăng quang, Nữ vương Elizabeth II đọc lời tuyên thệ, được xức dầu thánh, được trao hoàng bào và báu vật hoàng gia, và được tôn làm Nữ vương của Vương quốc Anh, Canada, Australia, New Zealand, Nam Phi, Pakistan, và Ceylon (bây giờ là Sri Lanka).
Các hoạt động ăn mừng diễn ra trên khắp các Vuơng quốc thuộc khối Thịnh vượng chung và hoàng gia cũng ban hành một huân chuơng kỷ niệm lễ đăng quang. Cho đến nay, đây là lễ đăng quang duy nhất tại Anh được ghi hình lại toàn bộ (trước đó máy quay truyền hình không được phép sử dụng bên trong tu viện trong Lễ đăng quang của George VI năm 1937). Lễ đăng quang của Nữ vuơng Elizabeth II là lễ đăng quang thứ tư và cuối cùng tại Anh trong thế kỷ XX. Chi phí tiêu tốn cho buổi lễ ước khoảng 1.57 triệu bảng Anh (khoảng 43.427.400 bảng Anh vào năm 2019).

## Chuẩn bị
Lễ đăng quang tốn 14 tháng để chuẩn bị. Buổi họp đầu tiên của Ủy ban Đăng quang được tổ chức vào tháng 4 năm 1952, dưới sự chủ trì của Vuơng tế Philip, Công tước xứ Edinburgh, chồng của Nữ vuơng. Một số ủy ban khác cũng được thành lập như Ủy ban liên tịch về Lễ đăng quang hoặc Ủy ban chấp hành Lễ đăng quang.

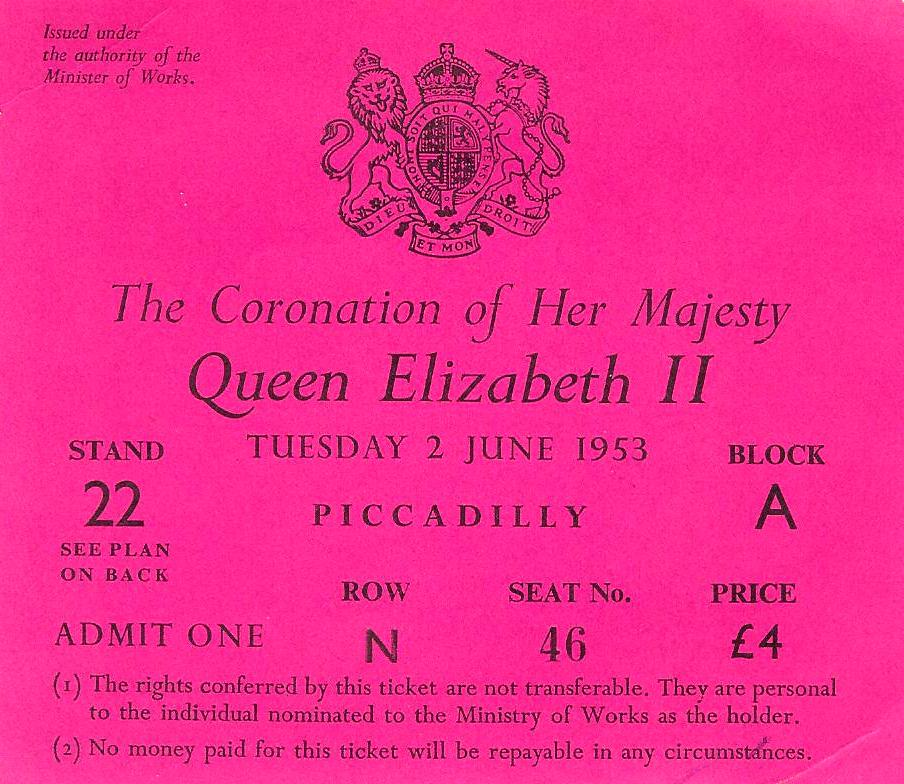
Vé vào chỗ đứng dọc tuyến đường của đoàn rước

Các ủy ban nói trên gồm những cao ủy từ các vuơng quốc khác thuộc khối Thịnh vượng chung, cho thất tính quốc tế của buổi lễ. Tuy nhiên, các quan chức của các vuơng quốc khác thuộc khối Thịnh vượng chung từ chối lời mời tham dự bởi chính quyền các nước cho rằng lễ đăng quang là một nghi lễ tôn giáo đặc trưng cho nước Anh. Tháng 6 năm 1952, Ủy ban Đăng quang thông báo Lễ đăng quang sẽ được cử hành ngày 02 tháng 6 năm 1953.
Nữ vuơng đã ủy nhiệm Norman Hartnell thiết kế lễ phục cho tất cả các thành viên của Vuơng thất, bao gồm áo choàng đăng quang của Nữ vuơng. Thiết kế áo choàng đăng quang đã trải qua chín vòng thẩm định, phiên bản cuối cùng là kết quả của sự nghiên cứu dày công và qua nhiều cuộc họp với Nữ vuơng: một chiếc váy lụa trắng có thêu các loài thực vật biểu tượng cho các quốc gia thuộc khối Thịnh vượng chung vào thời điểm đó: hoa hồng Tudor của Anh, cây kế (thistle) của Scotland, cây tỏi tây (leek) của xứ Wales, cỏ ba lá của Bắc Ireland, cây keo của Australia, lá phong của Canada, cây duơng xỉ bạc của New Zealand, hoa protea của Nam Phi, hai bông hoa sen tượng trưng cho Ấn độ và Ceylon, và cây lúa mì, cây bông và cây đay của Pakistan. Roger Vivier thiết kế một đôi giày vải cho lễ đăng quang. Đôi giày có phần gót nạm đá quý và họa tiết trang trí ở mặt trên, có ý nghĩa giống với "hoa văn hoa bách hợp (fleurs-de-lis) trên Vương miện Thánh Edward và Vương miện Nhà nước Hoàng gia". Nữ vuơng đã chọn đeo chiếc vòng cổ Đăng quang (Coronation) cho sự kiện này. Trang sức được Nữ vương Victoria ủy quyền và được Vương hậu Alexandra, Vuơng hậu Mary và Vuơng hậu Elizabeth đeo trong các lễ đăng quang của họ. Nữ vuơng kết hợp vòng cổ với đôi bông tai đăng quang (Coronation earrings).
Nữ vuơng tập dượt lễ đăng quang với các người hầu danh dự. Một tấm vải được dùng thay cho áo choàng lụa dài, và các chiếc ghế được sắp xếp thay cho xe ngựa chở Nữ vuơng. Nữ vuơng cũng đội Vương miện Nhà nước Hoàng gia hằng ngày: như ở bàn làm việc, khi dùng trà, hoặc khi đọc báo,... để quen với việc đội chiếc vuơng miện và cân nặng của nó. Nữ vương đã tham gia hai cuộc tổng duyệt tại Tu viện Westminster vào ngày 22 và 29 tháng 5.
Vuơng hậu Mary, bà nội của Nữ vuơng băng hà ngày 24 tháng 3 năm 1953. Tuy nhiên, việc này được Vuơng hậu Mary tuyên bố trong di chúc là sẽ không làm ảnh hưởng đến Lễ đăng quang và buổi lễ sẽ được tổ chức như dự định.  Chi phí tiêu tốn cho buổi lễ ước khoảng 1.57 triệu bảng Anh (khoảng 43.427.400 bảng Anh vào năm 2019), bao gồm các bệ đứng cho sức chứa 96.000 người dọc tuyến đường có đoàn rước đi qua, nhà vệ sinh công cộng, trang hoàng đường phố, trang phục, thuê xe, sửa chữa xe ngựa hoàng gia, và sửa chữa, bảo dưỡng các báu vật Hoàng gia.

## Sự kiện

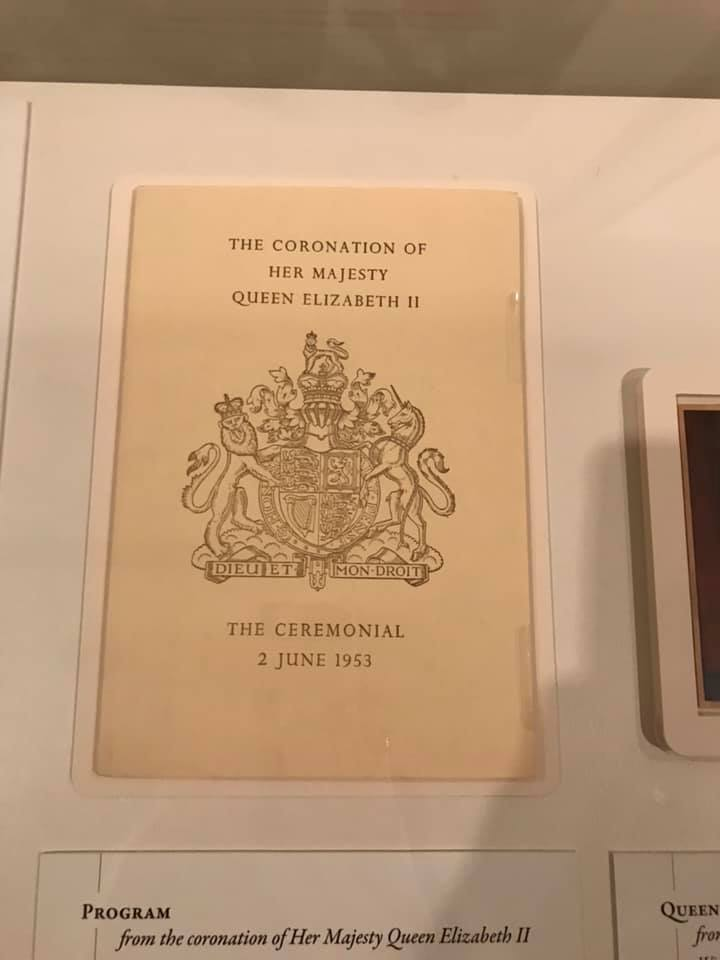
Một kịch bản chuơng trình cho Lễ đăng quang; được lưu giữ tại Bảo tàng, Khu vườn và Thư viện Winterthur năm 2019.

Lễ đăng quang của Elizabeth II tổ chức theo mô hình tương tự như lễ đăng quang của các vị vua và hoàng hậu trước đó, được tổ chức tại Tu viện Westminster, và có sự tham gia của giới quý tộc và giáo sĩ. Tuy nhiên, đối với tân Nữ vuơng, một số phần của buổi lễ có sự khác biệt rõ rệt.

### Truyền hình
Hàng triệu người khắp nước Anh đã theo dõi trực tiếp buổi lễ đăng quang trên đài BBC, nhiều người đã mua mới hoặc thuê TV để theo dõi sự kiện. Đây là lễ đăng quang đầu tiên được ghi hình một cách đầy đủ.
Nhiều cuộc tranh luận đã nổ ra bên trong Nội các Anh về vấn đề truyền hình lễ đăng quang của Nữ vuơng, thủ tướng Anh Winston Churchill phản đối việc này; trong khi đó Nữ vuơng Elizabeth II từ chối lời khuyên của thủ tướng và yêu cầu rằng lễ đăng quang sẽ được cử hành dưới ống kính truyền hình, kể cả việc quay phim với công nghệ 3D.  Buổi lễ cũng được ghi hình màu, riêng với sóng truyền hình trắng đen của BBC. Ước tính có 17 người xem lễ đăng quang trên mỗi máy TV.
Lễ đăng quang của Elizabeth II cũng là sự kiện quốc tế đầu tiên được phát sóng truyền hình trên toàn cầu. 
Tại châu Âu, nhờ kết nối chuyển mạch mới nên đây là chuơng trình phát sóng trực tiếp đầu tiên một sự kiện diễn ra ở Anh. Lễ đăng quang được phát tại Pháp, Bỉ, Tây Đức, Đan Mạch và Hà Lan. Cột mốc này đã đánh dấu sự thành lập của đài Eurovision.
Để khán giả ở Canada có thể xem lễ đăng quang cùng một ngày, máy bay chiến đấu RAF Canberras đã lần đầu tiên thực hiện một chuyến bay thẳng từ Vuơng quốc Anh đến đất liền Canada, bay qua Đại Tây Duơng để vận chuyển bản ghi hình của BBC để Mạng lưới phát sóng công cộng Canada (CBC) phát sóng trên lãnh thổ Canada.
Ước tính có khoảng 277 triệu người khắp thế giới theo dõi lễ đăng quang.

### Lễ rước

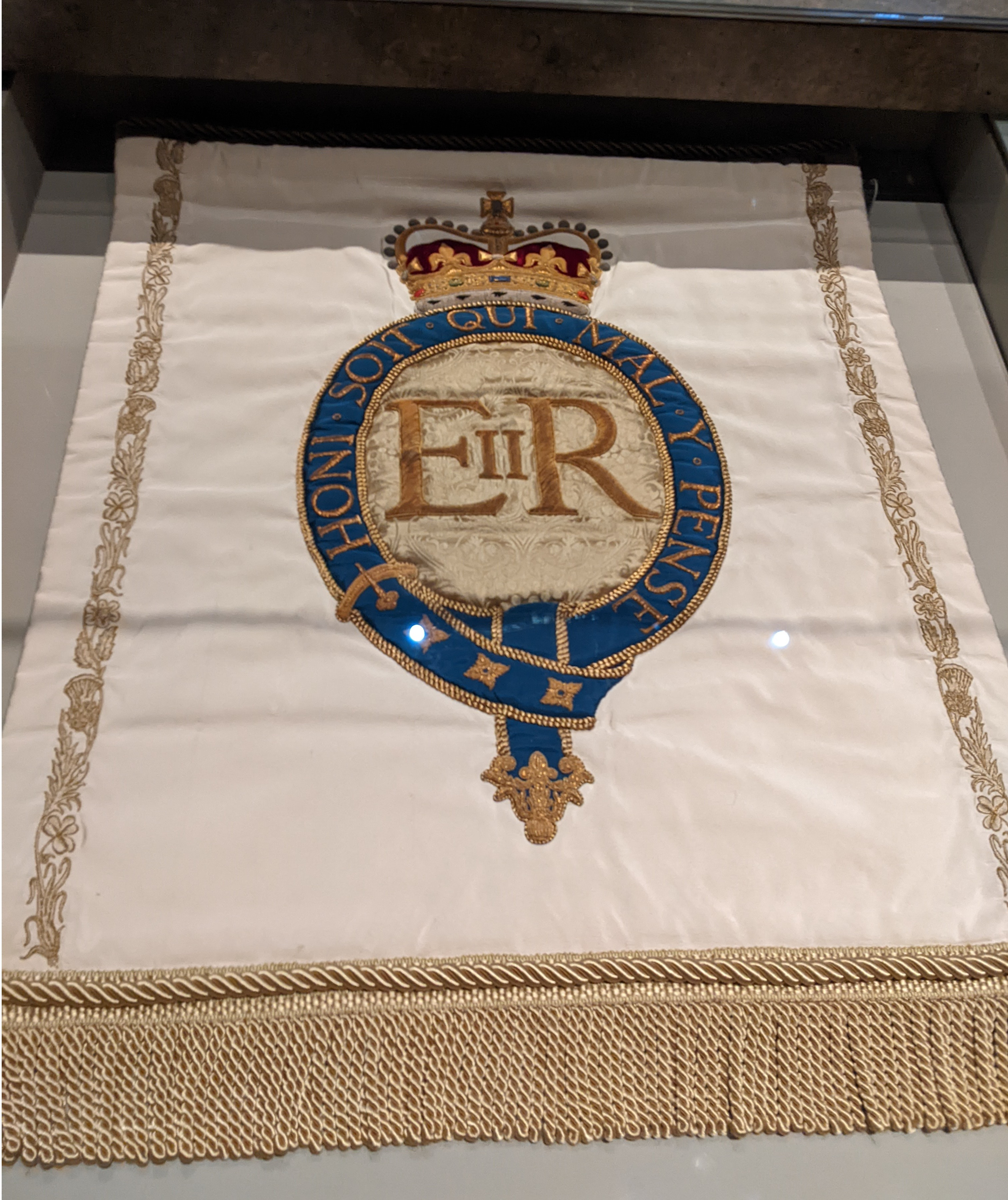
Băng lụa treo trong Tu viện Westminster vào ngày đăng quang trong đó có ký hiệu của Nữ vương EiiR

Lễ rước bao quy tụ các thành viên hoàng gia các nước ngoài và các nguyên thủ quốc gia các nước. Họ dùng nhiều xe ngựa kéo để di chuyển đến Tu viện Westminster. Xe ngựa hoàng gia đầu tiên rời Cung điện Buckingham và di chuyển xuống đại lộ the Mall, nơi có những đám đông tụ tập, reo hò và vẫy cờ chào đón đoàn rước. Đi theo sau là xe ngựa Irish State chở Vương mẫu hậu Elizabeth, bà đội chiếc vương miện mang viên kim cương Koh-i-Noor. Nữ vương Elizabeth II băng qua thành phố London từ Cung điện Buckingham, qua Quảng trường Trafalgar, và đi đến tu viện Westminster trên xe kéo vàng của nhà nước (Gold State Coach). Nữ vương mang Áo choàng quốc gia (Robe of State) dài 6 thước Anh (5,5 m). Áo choàng được dệt thủ công bằng nhung lụa và được lót lông chồn ecmin từ Canada.
Lễ rước trở về trải dài 5 dặm (8 km), đi qua đại lộ Whitehall, quảng trường Trafalgar, dọc theo đường Pall Mall và đường Piccadilly đến góc đường công viên Hyde Park, đi qua cổng vòm Marble Arch và nút giao Oxford Circus, đi xuống phố Regent và Haymarket; và kết thúc dọc theo được the Mall đến Cung điện Buckingham. 29.000 quân nhân từ Anh và khắp các nước thuộc khối Thịnh vượng chung diễu hành trong lễ rước kéo dài 2 dặm (3,2 km) và mất khoảng 45 phút để đoàn rước đi qua mỗi địa điểm. Đoàn diễu hành được chỉ huy bởi đại tá Burrows thuộc Văn phòng chiến tranh, theo sau là bốn trung đoàn quân nhạc. Sau đó là lực lượng dự bị thuộc địa, sau đó là quân đội từ các vương quốc Khối thịnh vượng chung, tiếp theo là Lực lượng Không quân Hoàng gia, Quân đội Anh, Hải quân Hoàng gia và cuối cùng là Lữ đoàn Cận vệ. Phía sau khối quân nhân là đoàn xe ngựa do những người đứng đầu của các xứ bảo hộ của Anh, bao gồm Nữ hoàng Sālote Tupou III của Tonga, các thủ tướng Khối thịnh vượng chung, các hoàng tử và công chúa có dòng dõi hoàng gia, và Vương mẫu hậu Elizabeth. Tiếp đó là những người đứng đầu Lực lượng Vũ trang Anh trên lưng ngựa, xe ngựa vàng quốc gia (chở Nữ vương) được hộ tống bởi vệ sĩ và kỵ binh của Nữ vương và theo sau là các phụ tá của Nữ vương.
 

Sau lễ rước, các thành viên Vương thất xuất hiện trên ban công cung điện Buckingham để duyệt đội bay danh dự.

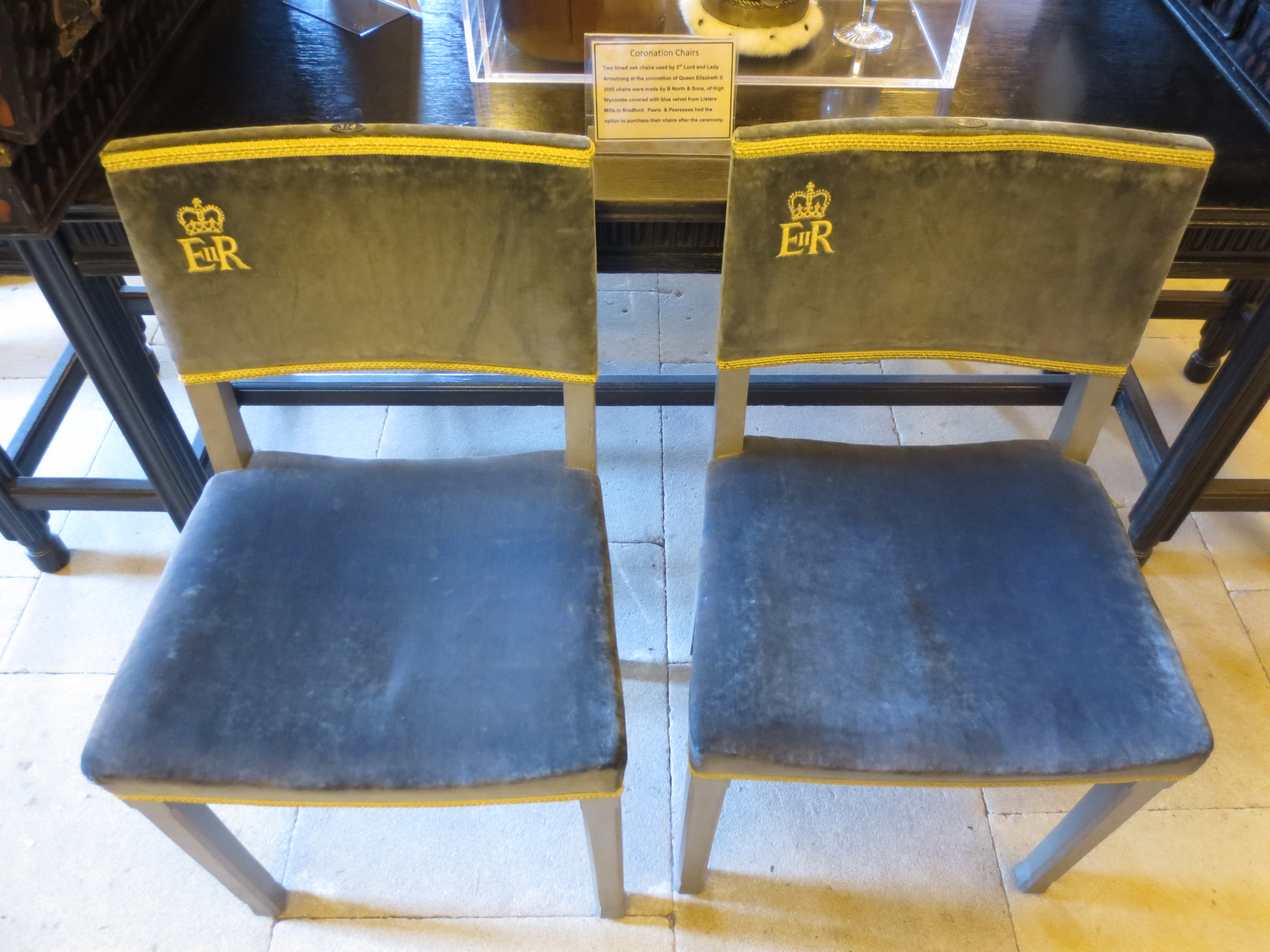
Ghế cho khách tham dự tại Lễ đăng quang. Khách tham dự có thể mua lại ghế này, kinh phí sẽ đưa vào việc tổ chức buổi lễ

### Nghi lễ
Đi đầu vào Tu viện Westminster là Vương miện Thánh Edward, được Lãnh chúa cấp cao của Anh, Lãnh chúa Cunningham của Hyndhope, và  hai người đồng cấp khác hộ tống. Các Tổng giám mục và Giám mục phụ tá của Giáo hội Anh đứng ở cửa lớn phía Tây để đón Nữ vương. Nữ vương đến Tu viện vào khoảng 11 giờ.. Sau đó, đoàn rước gồm các cao ủy của các Vương quốc thuộc khối Thịnh vượng chung mang biểu tượng của các quốc gia lần lượt vài bên trong tu viện.
Sau khi Nữ vương cầu nguyện và sau đó ngồi trên ghế Chair of Estate ở phía nam của bàn thờ, các giám mục mang theo các vật dụng tôn giáo — Kinh thánh, đĩa thánh và chén thánh — và những người đồng cấp cầm các báu vật cho lễ đăng quang đã trao chúng cho tổng giám mục Canterbury, sau đó chuyển chúng cho Niên trưởng Westminster, Alan Campbell Don, để đặt trên bàn thờ.

Sau khi Nữ vương di chuyển đến đứng trước Ghế của Vua Edward, Nữ vương quay lại, theo sau là các vị đại thần của Vương quốc Anh. Sau đó, Tổng Giám mục Canterbury đã hỏi những người tham dự theo từng hướng: 
"Sirs, I here present unto you Queen Elizabeth, your undoubted Queen: wherefore all you who are come this day to do your homage and service, are you willing to do the same?"
Tiếng Việt: 
"Thưa các ngài, ở đây tôi xin giới thiệu Nữ vương Elizabeth, Nữ vương không có ngờ vực gì của các ngài: vậy tất cả các ngài, những người đến hôm nay để tỏ lòng kính trọng và phụng vụ, các ngài có sẵn lòng làm như vậy không?" .
Đám đông trả lời "God save Queen Elizabeth!" ("Chúa phù hộ Nữ vương Elizabeth!") và Nữ vương cúi đầu đáp lại.

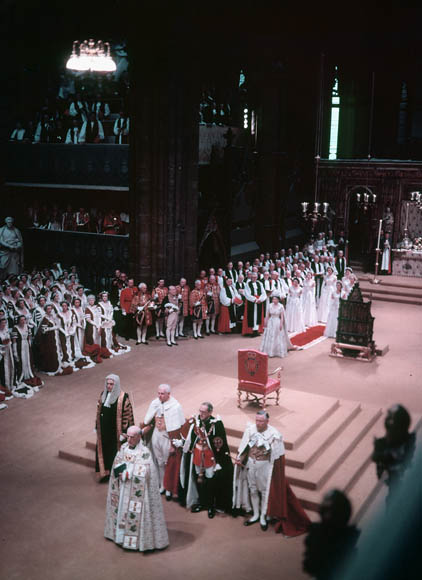
Nữ vương đi qua Ngai Đăng quang

Ngồi trên ngai Chair of Estate, Nữ vương đọc lời tuyên thệ đăng quang. Nghi lễ tuyên thế được chủ lễ bởi tổng giám mục Canterbury. Nữ vương tuyên thệ rằng sẽ cai trị từng quốc gia của mình theo luật pháp và phong tục tương ứng, tuân thủ luật pháp và công lý một cách nhân từ, ủng hộ đạo Tin lành ở Vương quốc Anh và bảo vệ Giáo hội Anh cũng như bảo vệ các giám mục và giáo sĩ của giáo hội. Nữ vương tiến đến bàn thờ và tuyên bố, "Những điều tôi đã hứa ở đây, tôi sẽ thực hiện và tuân giữ. Vì vậy, xin Chúa giúp tôi", hôn lên Kinh thánh và ký tên lên bản tuyên thệ khi Kinh thánh được trao lại cho Niên trưởng Westminster. James Pitt-Watson, người điều hành Đại hội đồng của Giáo hội Scotland, đã lấy cuốn Kinh thánh và đưa cho Nữ vương một lần nữa, nói: 
Our gracious Queen: to keep your Majesty ever mindful of the law and the Gospel of God as the Rule for the whole life and government of Christian Princes, we present you with this Book, the most valuable thing that this world affords. Here is Wisdom; This is the royal Law; These are the lively Oracles of God.

Tiếng Việt: 
"Nữ vương nhân từ của chúng tôi: để giữ cho Bệ hạ luôn nhớ đến giáo luật và Phúc âm của Thiên chúa là Quy tắc cho toàn bộ cuộc sống và chính quyền của các Hoàng tử Cơ đốc giáo, chúng tôi xin giới thiệu với Bệ hạ Cuốn sách này, thứ quý giá nhất mà thế giới này có được. Đây là Trí tuệ; Đây là luật hoàng gia; Đây là những lời Tiên tri sống động của Thiên Chúa." 
Nữ vương sau đó trao lại cuốn sách cho Piit-Watson để trao lại cho Niên trưởng Westminster.
Sau đó, phần rước lễ được tiến hành, bao gồm những lời cầu nguyện của cả giáo sĩ và Nữ vương. Nữ vương sau đó được xức dầu. Đồ trang sức và áo choàng đỏ đã được tháo bỏ và chỉ mặc một chiếc váy vải lanh trắng, đơn giản cũng do Hartnell thiết kế để che phủ hoàn toàn lễ phục đăng quang. Nữ vương ngồi trên ngai vàng King Edward. Tại đó, Nữ vương được làm lễ xức dầu. Theo yêu cầu của Nữ vương, lễ xức dầu không được trực tiếp truyền hình.

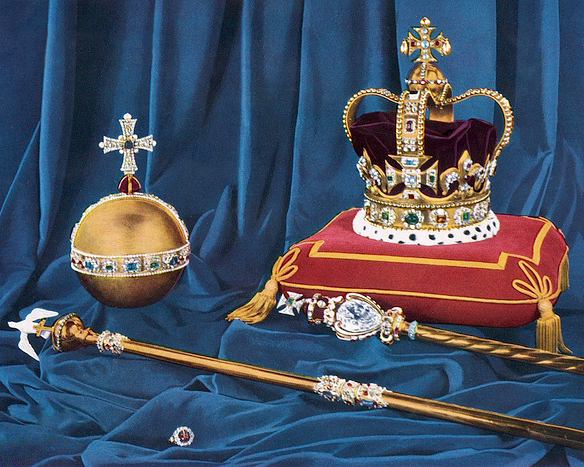
Vương miện Thánh Edward, Quả cầu Thánh giá, Vương trượng Thánh giá, Vương trượng Bồ câu và chiếc Nhẫn

Từ bàn thờ, Niên trưởng chuyển cho quan đại thần những chiếc đinh thúc ngựa, được trao cho Elizabeth và sau đó đặt trở lại bàn thờ. Sau đó, thanh gươm của nhà nước (Sword of State) được trao cho Nữ vương, và sau đó Nữ vương đã tự đặt nó lên bàn thờ.
Nữ vương sau đó được trao vòng tay Armmills, khăn choàng hoàng gia, áo choàng hoàng gia. Tay phải của Nữ vương được trao quả cầu vương quyền (quả cầu thánh giá), chiếc nhẫn của nữ vương, và vương trượng với cây thánh giá. Tai phải của Nữ vương được trao vương trượng với hình chim bồ câu. Nữ vương Elizabeth II đã được Tổng giám mục Canterbury trao vương miện, với đám đông người tham dự hô vang "God save the Queen!" ("Chúa phù hộ Nữ vương!") ba lần vào đúng thời điểm Vương miện Thánh Edward chạm vào đầu Nữ vương. Các hoàng tử tập trung sau đó đội mũ mão và 21 phát súng chào mừng được bắn từ Tháp Luân Đôn.

Khi lời chúc phúc được đọc, Elizabeth tiến lên ngai vàng và tổng giám mục của Canterbury và tất cả các giám mục đã dâng lên cho Nữ vương lời tuyên thệ về sự trung thành của họ, sau đó, trong khi dàn hợp xướng hát, các khanh tướng (peer) của Vương quốc Anh — đầu tiên là những khanh tướng của hoàng gia: chồng của Nữ vương; chú của Nữ vương là Vương tử Henry, Công tước xứ Gloucester; và anh họ của Nữ vương là Vương tôn Edward, Công tước xứ Kent — mỗi người đều tiến hành, theo thứ tự ưu tiên, lời tuyên thệ  kính trọng và trung thành của cá nhân họ đối với Nữ vương. Sau đó là 5 dòng học khanh tướng cao cấp nhất đã bày tỏ lòng trung thành với tư cách là đại diện của giới quý tộc của Vương quốc Anh: Norfolk dành cho công tước, Huntly dành cho hầu tước, Shrewsbury dành cho bá tước, Arbuthnott dành cho tử tước và Mowbray dành cho nam tước.

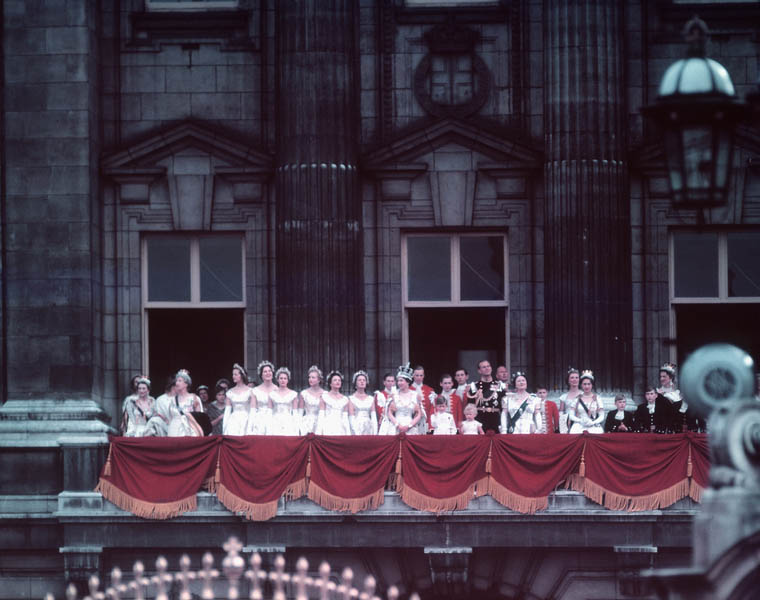
Thành viên vương thất Anh xuất hiện trên ban công của Cung điện Buckingham sau Lễ đăng quang

Khi nam tước cuối cùng hoàn thành tuyên thệ, cả nhà nguyện đã hô vang "God save Queen Elizabeth. Long live Queen Elizabeth. May the Queen live for ever!" ("Chúa phù hộ Nữ vương Elizabeth. Nữ vương Elizabeth muôn năm. Nữ vương Elizabeth vạn tuế!") Sau khi cởi bỏ tất cả các báu vật hoàng gia, Elizabeth quỳ xuống và rước lễ, bao gồm cả việc xưng tội và xá tội chung, đồng thời cùng với hội chúng đọc Kinh Lạy Cha.
Nữ vương sau đó đội Vương miện Nhà nước Hoàng gia và cầm Vương trượng với Thánh giá và Quả cầu, rời Tu viện Westminster qua gian giữa và hậu cung, ra khỏi Cửa lớn phía Tây khi những khách tham dự hát Quốc ca "God Save the Queen" ("Chúa phù hộ Nữ vưong"). Lễ đăng quang kết thúc.

## Hoạt động chào mừng, công trình kỷ niệm và truyền thông
|  |  |  |
|  |  |  |